# Vườn quốc gia Norra Kvill
Vườn quốc gia Norra Kvill là một vườn quốc gia được thành lập vào năm 1927, nằm gần Vimmerby trong Kalmar, tỉnh Småland, phía đông nam Thụy Điển. Vườn quốc gia nổi tiếng với cây sồi Rumskulla (hay còn gọi là sồi Kvill), là cây sồi bản địa lớn nhất châu Âu có chu vi 14 mét và tuổi đời ước tính đạt trên 1 000 năm tuổi.